# Игра друзей
«Игра́ друзе́й» (яп. トモダチゲーム Томодати гэ:му) — серия сёнэн-манги, придуманная Микото Ямагути, написанная и иллюстрированная Юки Сато, издававшаяся в журнале «Bessatsu Shōnen Magazine» издательства «Коданся» с декабря 2013 года по август 2024 года и собранная в 26 танкобонах.